# I. Zipoitész bithüniai király
I. Zipoitész (ógörögül: Zιπoίτης vagy Zιβoίτης, latinul: Zipoetes), (Kr. e. 354 – Kr. e. 278) bithüniai király Kr. e. 326-tól haláláig.
Basznak, a Nagy Sándor által felszabadított Bithünia fejedelmének fiaként született. Zipoitész Bithünia határait a szomszéd görög városok rovására tovább terjesztette és önállóságát a környező diadokhosz-uralkodók (I. Antigonosz, I. Szeleukosz, Lüszimakhosz, és I. Antiokhosz) ellenére is megtartotta. Felvette a királyi címet, és majdnem 50 éven át irányította országát. Életéről Diodórosz Szikulusz (19, 60) és Plutarkhosz (quaest. Graec. 49.) számol be az ókori történetírók közül.
Halála után a trónon fia, I. Nikomédész követte.